# Crkva sv. Nikole u Kaštel Starome
Crkva sv. Nikole nalazi se u mjestu Kaštel Starome, Grad Kaštela.

## Opis
Crkva sv. Nikole u Kaštel Starom, na adresi Zagorski put, jednobrodna je građevina pravokutnog tlocrta s apsidom pravokutne osnove. Orijentirana je u smjeru istok-zapad, a građena je pravilno klesanim blokovima. Smještena je na sjevernom rubu Kaštelanskog polja. Gradnja je započeta krajem 19. st. nakon rušenja predromaničke crkve koja je otkrivena recentnim arheološkim istraživanjima. Zapadno pročelje rastvoreno je jednostavnim portalom uz kojeg su sa strana postavljeni uski pravokutni prozori polukružnog završetka. Poviše portala je rozeta, a iznad nje plitka niša s pilastrima koji nose luk. Na vrhu pročelja je zvonik na preslicu. Na južnom pročelju iznad vrata nalazi se kopija natpisa tepčije Ljubimira iz 11.st.

## Zaštita
Pod oznakom Z-3395 zavedena je kao nepokretno kulturno dobro - pojedinačno, pravna statusa zaštićena kulturnog dobra, klasificirano kao "sakralna graditeljska baština".